# 鷹司尚通
鷹司 尚通（たかつかさ なおみち、1974年（昭和49年）6月6日 - ）は鷹司家次期当主。父は伊勢神宮大宮司も務めた鷹司家28代目当主（現当主）鷹司尚武。父尚武が昭和天皇第三皇女にして鷹司平通の妻である鷹司和子の養子であるため、第126代天皇・徳仁は義従兄弟にあたる。

## 系譜
- 実祖父：松平乗武
- 父：鷹司尚武
- 母：鷹司久美子（1947 - ）- 狩野清二の娘[1]
  - 妹：鷹司公子（1978 - ）[1]